# Лебедев, Константин Иванович
Константин Иванович Лебедев (1910—1949) — красноармеец Рабоче-крестьянской Красной Армии, участник Великой Отечественной войны, Герой Советского Союза (1945).

## Биография
Константин Лебедев родился 5 сентября 1910 года в деревне Конышево (ныне — Антроповский район Костромской области). Окончил начальную школу. В 1927 году переехал в Ленинград, где работал водопроводчиком. В 1939—1940 годах проходил службу в Рабоче-крестьянской Красной Армии, участвовал в боях советско-финской войны. В июне 1941 года Лебедев повторно был призван в армию и направлен на фронт Великой Отечественной войны.
К январю 1945 года красноармеец Константин Лебедев был линейным надсмотрщиком 954-го отдельного батальона связи 115-го стрелкового корпуса 59-й армии 1-го Украинского фронта. Отличился во время освобождения Польши. 30 января 1945 года Лебедев одним из первых в батальоне переправился через Одер в районе деревни Ферендорф в 12 километрах к северу от города Рацибуж, установив связь между командованием корпуса и плацдарма на западном берегу реки. Во время дальнейших боевых действий на плацдарме Лебедев неоднократно устранял повреждения на линии связи.
Указом Президиума Верховного Совета СССР от 27 июня 1945 года за «образцовое выполнение заданий командования и проявленные мужество и героизм в боях с немецкими захватчиками» красноармеец Константин Лебедев был удостоен высокого звания Героя Советского Союза с вручением ордена Ленина и медали «Золотая Звезда» за номером 3143.
После окончания войны Лебедев был демобилизован. Проживал в Ленинграде, работал в Ленинградском горном институте. Скоропостижно скончался 5 ноября 1949 года.
Был также награждён орденами Отечественной войны 2-й степени и Красной Звезды, рядом медалей.